# مؤشر الانعكاس الشمسي
مؤشر الانعكاس الشمسي (بالإنجليزية: Solar Reflectance Index، ويُشار له اختصار: SRI) هو مقياس لقدرة المادة على عكس الحرارة الشمسية مع ارتفاع قليل في درجة حرارة المادة، وهي تعرف من خلال قيمة المؤشر للون الأسود (انعكاسية: 0.05 ، انبعاثية: 0.9 ) الذي يساوي صفراً، وقيمة المؤشر للون الأبيض (انعكاسية: 0.8 ، انبعاثية: 0.9 ) الذي يساوي 100. وتعتبر المواد ذات القيمة الأعلى لمؤشر الانعكاس الشمسي الأكثر برودة.